# Wellington (Kansas)
Pour les articles homonymes, voir Wellington (homonymie).
La ville de Wellington est le siège du comté de Sumner, situé dans le Kansas, aux États-Unis.  Sa population s’élevait à 8 172 habitants lors du recensement de 2010.